# كونغليش
كونغلش أو كونجليش بالكورية: (콩글리시) أكثر رسمية الكورية بالطريقة الإنجليزية. هو نمط أو أسلوب للغة الإنجليزية قد تم استخدامه عن طريق المتحدثين باللغة الكورية.
الاسم هو لفظ منحوت من أسماء اللغتين (الإنجليزية والكورية) وقد تم تسجليه لأول مرة في وقت مبكر من عام 1975، أسماء أخرى أقل شيوعا كورليش (تم تسجيله عام 1988)، كورإنجليش (1992)، كورجليش (2000)، كينجليش (2000).
كونجليش لديها كلمات مستعارة من لغة الإنجليزية تم تخصيصها أو إعتمادها إلى الكورية وقد استخدمت بطرق غير مفهومة بسهولة للمتحدثين باللغة الإنجليزية. مثال شائع في المصطلحات الكورية " هاتف اليد " أما بالمصطلحات الإنجليزية " هاتف محمول"." كونجليش أيضاً لديها كلمات مستعارة من لغة الإنجليزية المباشرة، أو سوء الترجمة من اللغة الإنجليزية إلى اللغة الكورية، أو شبه الدخيل اللغة الإنجليزية في اللغة اليابانية التي جاءت للأستخدامات الكورية.
تستخدم كونجليش على نطاق واسع في كوريا الجنوبية نتيجة للتأثر الثقافي الإمريكي ولكنها غير متعارفة في كوريا الشمالية.
كما توجد اللغة الإنجليزية في المجالات المادية أو الفعلية من الشوارع الرئيسية والمطاعم ومناطق التسوق الرملية في سول وبقية كوريا الجنوبية.لغوياً واجتماعياً، يستخدم الكوريون الجنوبيون اللغة الإنجليزية لتمثيل الفخامة والشباب والرقي والحداثة.

## الفئة
كونجليش هي لغة غير مدروسة نسبيا ومتنوعة أيضا في تعريف بين الأفراد والأشخاص ومع ذلك يتفق بعض الخبراء على أن تشكيلها يوازي تشكيل لغة هجين ولغة كريول ولكن لا يمكن تعريفها مثل تلك الفئات لأنه لا يوجد لديها فئة خاصة بها من اللغة الإنجليزية بعد.
وعلى الرغم من أن لغة كونجليش تعتبر لغة غامضة في فئتها من ضمن اللغويات، ولكنها تبدو مشابهة في تعريف البلات «الإنجليزية الجديدة» التي تتميز عن الاشكال الخاطئة أو المؤقتة للغة الإنجليزية،  ولغة كونجليش تتماشى مع معايير ومفاهيم «الإنجليزية الجديدة»، حيث تم وضعه وتطويره من خلال نظام التعليم، ووضعت وطورت في منطقة حيث اللغة الإنجليزية ليست اللغة الأم التي يتحدث بها معظم السكان، وتستخدم لمجموعة من الوظائف بين المتكلمين، وقد تم ترجمتها من خلال اعتماد بعض ميزات اللغة الخاصة بها مثل أنماط التجويد والتنغيم والتعبيرات.

## الأطراف
العديد من الكوريين الذي يهاجرون إلى الولايات المتحدة الإمريكية ويتعلمون اللغة الإنجليزية لديهم اختلاف واضح بين اللغة الإنجليزية واللغة الكورية، خاصة في المراحل المبكرة من اكتساب وتعلم اللغة، وأحد الأسباب وراء ذلك يرجع إلى الجوانب المميزة بين اللغتين الإنجليزية والكورية، مما يؤثر على الخصائص التعبيرية واللفظية والصوتية للغات. غالبا ما يتم وصف اللغة الإنجليزية الإمريكية على نهجية متغيرة «مظلمة»، والتي تنطوي على لفتة اتصال أُمُزِلية أولية بالإضافة إلى لفتة تراجع الظهر الثانوي. في معظم الحالات يتم التحدث بالإنجليزية في أمريكا عن طريق وجود اتصال أمامي ضئيل للغاية في الفم، وبدلاً من ذلك يتم استخدام منطقة البلعوم العلوية الضيقة مع تراجع ظهر اللسان. بينما الجانب الكوري من ناحية أخرى يعتبر «مضيئ» في خصائصه الصوتية والتعبيرية واللفظية. اثنين من الإيماءات التي تشكل الجانبي الكوري تشمل إغلاق طرف اللسان والحنك (الصوتيات)، والتي تنطوي على رفع جسم اللسان.
وفقا لنموذج وقواعد تعلم الكلام، فإن تعلم لغة ثانية هو أسهل في المراحل اللاحقة من اكتساب اللغات الجانبية التي هي أكثر صعوبة من المتجانسة لأنه يمكن للمرء أن يتعرف على الاختلافات في الصوت الكلام بشكل أوضح، هذا صحيح أكثر للكوريين الذين يتعلمون اللغة الإنجليزية، حيث يستخدمون أشكال لسان مفصلية، وذلك باستخدام جسم لسان منخفض وظهر لسان متراجع بشدة للكلمات الإنجليزية النهائية الجانبية، على غرار المتحدثين الأصليين للغة الإنجليزية.
في الكلمات المستعارة المستخدمة في كونجليش، غالبا ما يتم تعيين الجانب الإنجليزي المظلم على الكلمات المستعارة التي يستخدمها الكوريون، مما يدل على أن الكوريين يرون هذه الكلمات المستعارة منفصلة عن الكورية البحتة، على الرغم من أنها تستخدم في الحياة اليومية.

## الأمثلة

### كلمات مستعارة من اليابان
دخلت العديد من الكلمات المستعارة في اللغة الكورية من اليابان، وخاصة خلال الاحتلال الياباني القسري، عندما كان التعليم والتحدث باللغة الكورية محظورا. تلك الكلمات كونجليش هي كلمات مستعارة منها، وبالتالي تشبهها، Wasei-eigo استخدمت في اليابان. ومن الأمثلة البسيطة على ذلك كيف يتغير معنى الكلمة الإنجليزية «الماكرة» عند استخدامها في جملة كونجليش. في كوريا الجنوبية، keonning يعني الغش، كما تم تعديلها من كلمة مستعارة من Japanglish kanningu (カンニング) وهو ما يعني «الغش». كلمات كونجليش قد تتشابه في المعنى وقد لا تتشابه للكلمة الأصلية عندما استخدمت ويمكن أن يصبح اسم علامة تجارية معروفة ويصبح علامة تجارية عامة ويأخذ محل الكلمة العامة: يميل كبار السن في كوريا إلى استخدام كلمة باباري («بربري») أو باباري كوتيو («معطف بربري»)، والتي جاءت من الباراري-كوتو اليابانية (وتعني «معطف اباردين» للإشارة إلى جميع المعاطف الترنش. المعاطف التي صنعت من  بربري وتسمى بيوبيوري كوتيو (버버리 코트)، بدلا من باربري كيوتو في الكورية (كما اسم العلامة التجارية، دخلت إلى اللغة الكورية مباشرة من اللغة الإنجليزية بيوبيري).
بالمقارنة باللغة اليابانية، فإن اللغة الأنجليزية واللغة الكورية لديهما أحرف علة أكثر وتسمحان بأحرف العلة الساكنة، في أغلب الأحيان عندما تدخل الكلمات الإنجليزية اليابانية في اللغة الكورية، فإنه يتم تتبع واستخراج الكلمة الإنجليزية الأصلية التي تم إشتقاق الكلمات اليابانية منها بشكل عكسي، وتخضع الكلمات لعملية إزالة اليابانية (أحيانًا مع التصحيح المفرط).
الكلمات المستعارة الزائفة من الكونغليش
بعض الكلمات أجنبية المنشأ مثل areubaiteu «بدوام جزئي»  وهي كلمة مستعارة من Arbeit الألمانية ([οar.baɪ̯t)، «العمل»)، تعتبر أحياناً عن طريق الخطأ كونجليش ويتم تصحيحها في أشكال الكلمات المستعارة الإنجليزية «الدقيقة» مثل pateutaim (파트 타임، [pʰa.tʰɯ.tʰa.im]).

### أسماء الشقق
وهناك اتجاه في تسمية المباني السكنية في سول هو مزج الكلمات الإنجليزية معا لأن المطورين يعتقدون أن هذا سيعزز صورة العلامة التجارية الفاخرة من العقارات. بعض الأمثلة من أسماء الشقق مع الكلمات الإنجليزية المخلوطة تشمل: Luxtige, Blesstige, Tristige و Forestige, هذه الكلمات هي مزيج من الفخامة والبركة والهيبة والثالوث والغابة والذكاء.

## الأنتقادات
الاستخدام الإبداعي للغة الإنجليزية من قبل الكوريين الذين يتعلمون اللغة الإنجليزية كلغة أجنبية باسم كونجليش،  استخدام الكلمات الإنجليزية في المحادثة اليومية والإعلانات والترفيه يعتبر شائع ورائع. ومع ذلك يمكن أن يؤدي هذا الاستخدام في كثير من الأحيان إلى سوء فهم بسبب مشاكل في النطق أو القواعد أو المفردات.
الاستخدام الحديث للغة الكونجليش قد قام بالفعل بعمل فجوة لغوية بين كوريا الشمالية وكوريا الجنوبية، الكوريين الشماليين الهاربين والمنشقين قد يواجهون صعوبة في الإندماج والإنخراط بالمجتمع الكوري الجنوبي، لأن الكثير من لغة الكونجليش تستخدم في كوريا الجنوبية ولا تستخدم في كوريا الشمالية وهذا يمكن أن يؤدي إلى الارتباك وسوء الفهم والتأخر في الاندماج في المجتمع. وهذا ليس السبب الوحيد في اختلاف وإنقسام ابين كوريا الشمالية والجنوبية حيث أنه بعض الكلمات الكورية التي تستخدم بشكل مختلف بين البلدين. وبينما مشاكل لغة الكونجليش موجودة بين الشمال والجنوب إلا انها توجد أيضا بين المدينة والريف. اهن – جونغ – هيو مترجمة كورية أنجليزية ومؤلفة كتاب  «قاموس إنجليزي خاطئ»، تقول الاستخدام غير اللائق والخاطئ للكونجليش في بلدان أخرى من المرجح أن يجلب العار لكوريا. ومع ذلك جون هوير كاتب في صحيفة كوريا تايمز أشار إلى أن استخدام الكونجليش هو واحد «من اروع الأشياء عن كوريا» حيث شعر أنه كان شيئا مبتكر وذكي، وبعد تلك المقالة قام هوير بإنتقاد الكوريين وذلك بسبب انجليزيتهم السيئة واستخدامهم غير السليم والسيئ للكلمات المستعارة. الأستخدام الحديث للغة الكونجليش يمكن إظهاره على أنه فن، وهناك فرق بين الأستخدام الثقافي لكلمة مثل «فايتنغ» للقواعد والمفردات السيئة التي تظهر على اللافتات والحزم والتلفزيون في جميع أنحاء كوريا. اقترح سيباستيان هاريسان أن تسمية ومناداة هذه الأنواع من الأشياء بالكونجليش تخفي مشكلة تعليم اللغة الإنجليزية في كوريا. والحكومة الكورية تعرضت لانتقادات من قبل الجماعات المدنية لاستخدامها كونجليش في الشعارات والتركيز بكثرة على تعليم اللغة الإنجليزية. لقد شعروا  أن التركيز الشديد على اللغة الإنجليزية سيضر باللغة الكورية ولا يفيد القدرة التنافسية الدولية. وفي المقابل، جاسبر كيم، أستاذ القانون في جامعة إيوها ل المرأة، كتب أن كونجليش ضروري في سياق عالمي وأن الالتزام الصارم بالقواعد النحوية لا ينبغي أن يتفوق على إيصال الرسالة.
وانتشار كونجليش في اللغة الكورية شيد بها كسبب لزيادة تعرض الكوريين 'المتحدثين باللغة الإنجليزية الأصلية، وخاصة خلال وقت التعليم.يمكن أن يؤدي زيادة تعلم كوريين أخرين إلى ترسيخ الأخطاء في اللغة. سوء التخطيط في النظام التعليمي يمكن أن يؤدي إلى اختيار معلمين كوريين غير مؤهلين لتدريس اللغة الإنجليزية مع القليل من الوقت أو بدون وقت للتحضير.هؤلاء المعلمين الذين انتهى بهم المطاف باستخدام لغة الكونجليش في صفوف الدراسية  وحتى هؤلاء المعلمين الذين استعدوا وجهزوا انفسهم قد ينتهي بهم المطاف باستخدام المواد الرسمية تحتوي على الأخطاء وكونجليش. وهذا قد ينشأ شعور بالإرتباك بإتجاه تعلم اللغة الإنجليزية من الناحية الهيكلية والفنية الصحيحة. ينظر الطلاب إلى المعلمين كمثال وإذا كان المعلمون يرتكبون أخطاء، فإن هذه الأخطاء تنتقل إليهم. وهذه مشكلة الكونجليش السيئة قد اثرت بما يتعلق بالسياحة هناك قلق من أن اللغة الإنجليزية الفقيرة على لافتات، والكتيبات، والمواقع، أو في وسائل الإعلام الأخرى قد يسبب السياح للعثور على وجهة أخرى. وهذا مصدر قلق ليس فقط في الأماكن الصغيرة أو النائية، ولكن حتى المواقع الدولية الرئيسية مثل مطار إنشيون. عندما تم افتتاح المطار لأول مرة للأعمال التجارية تم العثور على أكثر من 49 لافتة تحتوي على أخطاء إنجليزية. بعيدا عن السياحة، إن استخدام الكونجليش قد يؤدي إلى إنهيار الصفقات التجارية وقد يؤدي سوء الفهم إلى فقدان الشريك الأجنبي الثقة بالشركات الكورية. في عام 2010، أظهر إستطلاع للرأي أن 44% من من الحكومات المحلية في كوريا الجنوبية تستخدم عبارات إنجليزية في شعاراتها التسويقية،  الشعارات في ذلك الوقت شملت: دونغجاك المحظوظ، الحيوي بوسان، نعم جومي، دايجو الملونة، أولسان لك، سوون سعيدة، بداية جديدة! ييسان، سوبر بيونجتايك، مرحبا لمسة غونغجو، جيشون لطيفة وغنجو فقط.
كما كانت هناك مناقشات حول ما إذا كان اعتناق اللغة الإنجليزية كلغة وطنية أخرى في كوريا سيكون ضارًا بالبلاد حيث أنه يمكن أن يجلب الدمار للهوية الوطنية لكوريا الجنوبية. ومن أجل تبني أهمية تعلم اللغة الإنجليزية للعولمة وحماية لغة كوريا وهويتها، شجعت العديد من المؤسسات الكورية الحكومة على اعتماد اللغة الإنجليزية كلغة عامة بدلاً من لغة رسمية للمرونة الثقافية والإلمام باللغة الإنجليزية.